# 马里奥·卡苏
马里奥·卡苏（1980年4月5日—），克罗地亚职业篮球运动员。他在2002年的NBA选秀中第2轮第41顺位被洛杉矶快船选中。